# Andraž
Andraž je moško osebno ime.

## Izvor imena
Ime Andraž je različica moškega osebnega imena Andrej.

## Pogostost imena
Po podatkih Statističnega urada Republike Slovenije je bilo na dan 31. decembra 2007 v Sloveniji število moških oseb z imenom Andraž: 2.513. Med vsemi moškimi imeni pa je ime Andraž po pogostosti uporabe uvrščeno na 90. mesto.

## Osebni praznik
Osebe z imenom Andraž godujejo takrat kot osebe z imenom Andrej.